# Marquesado de Villarías
El marquesado de Villarías fue un título nobiliario español creado por el rey Felipe V el 22 de marzo de 1739 para Sebastián de la Cuadra y Llerena, del Consejo de Estado y secretario del Despacho Universal de Estado, caballero del Toisón de Oro, de la Orden de Santiago y Orden de San Jenaro.
Actualmente el título se encuentra extinto.

## Marqueses de Villarías
| Titular               | Titular                                                | Periodo               |
| Creación por Felipe V | Creación por Felipe V                                  | Creación por Felipe V |
| --------------------- | ------------------------------------------------------ | --------------------- |
| I                     | Sebastián de la Cuadra y Llarena                       | 1739-1766             |
| II                    | Agustín de la Cuadra y Llarena                         | 1766-1767             |
| III                   | Pedro Simón de la Cuadra y Otañes                      | 1767-1807             |
| IV                    | Mariano Ordóñez de Barraicúa y de la Cuadra            | 1807-1813             |
| V                     | Francisco de Paula Ordóñez de Barraicúa y de la Cuadra | 1814-1829             |
| VI                    | Luis Atanasio Ordóñez de Barraicúa y Lardizabal        | 1829-1905             |
| VII                   | Manuel Ordóñez de Barraicúa y Pérez de Tagle           | 1907-1944             |

## Historia de los marqueses de Villarías
I. Sebastián de la Cuadra y Llarena (Musques, 19 de enero de 1687-Madrid, 23 de abril de 1766), i marqués de Villarías. Fue secretario de Estado y del Despacho de Estado e, interinamente, de Guerra y Gracia y Justicia. Asimismo, miembro del Consejo de Estado y caballero de las órdenes de San Jenaro y de Santiado.
Sin descendencia, le sucedió su hermano:
II. Agustín de la Cuadra y Llarena (1679-1767), ii marqués de Villarías.
Casó en 1709 con Andrea Manuela de Mollinedo. Le sucedió su nieto:
III. Pedro Simón de la Cuadra y Otañes (1737-1807), iii marqués de Villarías.
Hijo de Simón Julián de la Cuadra y Mollinedo (quien murió días antes que su padre, Agustín) y María Josefa de Otañes y Horcasitas. Casó en 1758 con Nicolasa de Montiano y Mazarredo (m. 1761), con quien tuvo dos hijas. Posteriormente, casaría en otras dos ocasiones, sin engendrar más descendencia. Le sucedió su nieto, hijo primogénito de su hija mayor:
IV. Mariano Ordóñez de Barraicúa y de la Cuadra (1781-1813), iv marqués de Villarías.
Hijo de María Francisca Paula de la Cuadra y Montiano y de Mariano Ordóñez de Barraicúa. Sus padres murieron siendo jóvenes, por lo que su hermano y él quedaron al cuidado de su abuelo. Murió sin descendencia y le sucedió su hermano:
V. Francisco de Paula Ordóñez de Barraicúa y de la Cuadra (1783-1829), v marqués de Villarías. Teniente coronel de los Reales Ejércitos, participó en diferentes batallas durante la guerra de Independencia española.
Casó con María Francisca Lardizabal y Montoya en 1816, con quien tuvo ocho hijos. Le sucedió su hijo:
VI.  Luis Atanasio Ramón Ordóñez de Barraicúa y Lardizabal o Luis de la Cuadra Ordóñez de Barraicúa (1820-1905), vi marqués de Villarías. Fue diputado general de Vizcaya y padre de la provincia (cargo honorífico y vitalicio).
Sin descendencia. Le sucedió su sobrino:
VII. Manuel Ordóñez de Barraicúa y Pérez de Tagle (m. Madrid, 17 de marzo de 1944), vii marqués de Villarías.
Hijo de Manuel Higinio Ordóñez de Barraicúa y Lardizabal, hermano del vi marqués, y Cristina Pérez de Tagle y Rivera. Sin descendencia y sin que nadie reclamara la sucesión.
En fechas posteriores se intentó su rehabilitación, pero no fue concedia.